# فهرست فرمانروایان پروس
فهرست شاهان پروس:

## دوک‌نشین پروس(۱۵۲۵–۱۷۰۱)
| نام دوک                            |  | شروع           | پایان          |  |
| ---------------------------------- |  | -------------- | -------------- |  |
| آلبرت                              |  | ۱۰ آوریل ۱۵۲۵  | ۲۰ مارس ۱۵۶۸   |  |
| آلبرت فریدریش                      |  | ۲۰ مارس ۱۵۶۸   | ۲۸ اوت ۱۶۱۸    |  |
| ژان زیگیسموند، انتخابگر براندنبورگ |  | ۲۸ اوت ۱۶۱۸    | ۲۳ دسامبر ۱۶۱۹ |  |
| گئورگ ویلهلم                       |  | ۲۳ دسامبر ۱۶۱۹ | 1 دسامبر ۱۶۴۰  |  |
| فریدریش ویلهلم                     |  | ۱ دسامبر ۱۶۴۰  | ۲۹ آوریل ۱۶۸۸  |  |
| فریدریش یکم                        |  | ۲۹ آوریل ۱۶۸۸  | ۱۸ ژانویه ۱۷۰۱ |  |

## پادشاهی پروس(۱۷۰۱–۱۹۱۸)
| نام پادشاه           | تولد و مرگ                       | شروع حکومت     | پایان حکومت    | توضیحات                                              | دودمان     | تصویر |
| -------------------- | -------------------------------- | -------------- | -------------- | ---------------------------------------------------- | ---------- | ----- |
| فریدریش یکم          | ۱۱ ژوئیهٔ ۱۶۵۷ - ۲۵ فوریه ۱۷۱۳    | ۱۸ ژانویه ۱۷۰۱ | ۲۵ فوریه ۱۷۱۳  | پسر فریدریش ویلهلم                                   | هوهن‌تسولرن |       |
| فریدریش ویلهلم یکم   | ۱۴ اوت ۱۶۸۸ - ۳۱ مه ۱۷۴۰         | ۲۵ فوریه ۱۷۱۳  | ۳۱ مه ۱۷۴۰     | پسر فریدریش یکم                                      | هوهن‌تسولرن |       |
| فریدریش دوم          | ۲۴ ژانویه ۱۷۱۲ - ۱۷ آگوست ۱۷۸۶   | ۳۱ مه ۱۷۴۰     | ۱۷ آگوست ۱۷۸۶  | پسر فریدریش ویلهلم یکم                               | هوهن‌تسولرن |       |
| فریدریش ویلهلم دوم   | ۲۵ سپتامبر ۱۷۴۴ – ۱۶ نوامبر ۱۷۹۷ | ۱۷ اوت ۱۷۸۶    | ۱۶ نوامبر ۱۷۹۷ | فریدریش دوم                                          | هوهن‌تسولرن |       |
| فریدریش ویلهلم سوم   | ۳ آگوست ۱۷۷۰ - ۷ ژوئن ۱۸۴۰       | ۶ نوامبر ۱۷۹۷  | ۷ ژوئن ۱۸۴۰    | پسر فریدریش ویلهلم دوم                               | هوهن‌تسولرن |       |
| فریدریش ویلهلم چهارم | ۱۵ اکتبر ۱۷۹۵ - ۲ ژانویه ۱۸۶۱    | ۷ ژوئن ۱۸۴۰    | ۲ ژانویه ۱۸۶۱  | پسر فریدریش ویلهلم سوم                               | هوهن‌تسولرن |       |
| ویلهلم یکم           | ۲۲ مارس ۱۷۹۷ - ۹ مارس ۱۸۸۸       | ۲ ژانویه ۱۸۶۱  | ۹ مارس ۱۸۸۸    | برادر فریدریش ویلهلم چهارم همچنین امپراتور آلمان     | هوهن‌تسولرن |       |
| فریدریش سوم          | ۱۸ اکتبر ۱۸۱۳ - ۱۵ ژوئن ۱۸۸۸     | مارس ۱۸۸۸      | ژوئن ۱۸۸۸      | پسر ویلهلم یکم، امپراتور آلمان همچنین امپراتور آلمان | هوهن‌تسولرن |       |
| ویلهلم دوم           | ۲۷ ژانویه ۱۸۵۹ - ۵ ژوئن ۱۹۴۱     | ۱۸۸۸           | ۱۹۱۸           | پسر فریدریش سوم همچنین امپراتور آلمان                | هوهن‌تسولرن |       |